# Мазур Владислав Віталійович
Владислав Віталійович Мазур (нар. 21 листопада 1996) — український легкоатлет, у стрибках в довжину, чемпіон Європи серед молоді (2017), багаторазовий чемпіон та призер національних першостей у цій дисципліні.
На національних змаганнях представляє Житомирську область.

## Основні міжнародні виступи
| Рік  | Чемпіонат                      | Місце проведення        | Дисципліна        | Місце | Результат |
| ---- | ------------------------------ | ----------------------- | ----------------- | ----- | --------- |
| 2013 | Чемпіонат світу серед юнаків   | Донецьк, Україна        | стрибки у висоту  | кв14  | 2,07      |
| 2015 | Чемпіонат Європи серед юніорів | Ескільстуна, Швеція     | стрибки в довжину | кв13  | 7,03      |
| 2017 | Чемпіонат Європи в приміщенні  | Белград, Сербія         | стрибки в довжину | кв15  | 7,58      |
| 2017 | Чемпіонат Європи серед молоді  | Бидгощ, Польща          | стрибки в довжину | 1     | 8,04      |
| 2018 | Чемпіонат Європи               | Берлін, Німеччина       | стрибки в довжину | кв13  | 7,70      |
| 2019 | Чемпіонат Європи в приміщенні  | Глазго, Велика Британія | стрибки в довжину | 8     | 7,75      |
| 2021 | Чемпіонат Європи в приміщенні  | Торунь, Польща          | стрибки в довжину | 4     | 8,14      |